# Bataille de Dead Buffalo Lake
Guerres indiennes, guerre de Sécession
Batailles
Campagne contre les Sioux en Dakota du Nord :
- Big Mound
- Dead Buffalo Lake
- Stony Lake
- Whitestone Hill

La bataille de Dead Buffalo Lake est une escarmouche qui s'est déroulée en juillet 1863 dans le territoire du Dakota entre les forces de l'armée des États-Unis et les Sioux Santee, Yankton, Yanktonai et Teton. Les Amérindiens tentent de capturer un train de ravitaillement de l'armée et se retirent lorsqu'ils constatent qu'ils n'y parviendront pas.

## Contexte

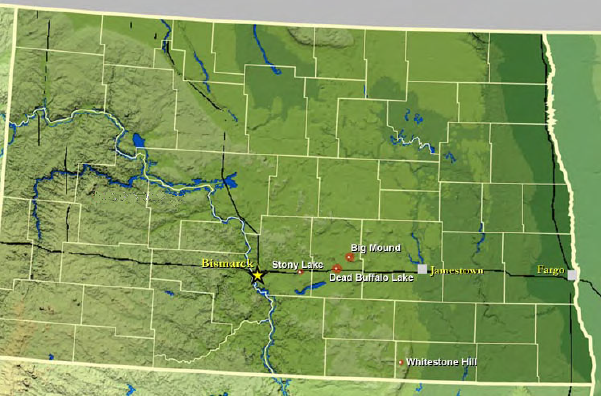
Carte des opérations contre les Sioux dans le Dakota du Nord.

La défaite de Little Crow lors de la guerre des Sioux de 1862 a abouti à une dispersion étendue des sioux Santee (ou Dakotas orientaux). Plus de 4 000 Santees et autres Sioux se rassemblent lors de l'été 1863 dans un grand campement situé de nos jours dans le comté de Kidder, Dakota du Nord.
En juin et juillet 1863, le brigadier général Henry Hastings Sibley mène une expédition militaire punitive contre les Santees. Sibley a 2 056 hommes — 1 436 fantassins, 520 cavaliers et 100 artilleurs et des éclaireurs blancs et amérindiens. Le 24 juillet 1863, Sibley trouve le campement des Sioux et la bataille de Big Mound s'ensuit. Les Sioux se retirent du champ de bataille, les guerriers menant des combats d'arrière garde pour protéger leurs familles sur environ vingt kilomètres. Alors que les familles continuent de fuir pour être en sureté derrière la rivière Missouri, les guerriers s'arrêtent à Dead Buffalo Lake, à environ trois kilomètres au nord-ouest de ce qui est de nos jours Dawson pour attendre l'avancée de Sibley.
Beaucoup de Santees commandés par leur chef Standing Buffalo sont des combattants réticents et semblent avoir évité d'autres combats en fuyant vers le nord-ouest et finalement au Canada, plutôt que de s'être arrêtés à Dead Buffalo Lake. Le reste des Santees, Yanktons, et Yanktonais qui ont perdu leur chef le plus connu Inkpaduta, sont rejoints par 650 guerriers Lakotas (Hunkpapas et Sihasapas). Cela fait croître le nombre de guerriers amérindiens à plus de 1 600 selon une estimation. Sitting Bull est parmi les renforts Tetons.

## Bataille
Silbley est en route pour Dead Buffalo Lake le 26 juillet 1863 et vers midi campe près des rives du petit lac. Des cavaliers sioux apparaissent brièvement sur les collines entourant le lac et le camp de Sibley, présageant une attaque. Sibley fait avancer son artillerie, deux compagnies d'infanterie, et ses pionniers sur une position à environ cinq cent cinquante mètres devant son camp et ouvre le feu à longue distance sur les Amérindiens. Les Amérindiens se mettent à une distance de sécurité.
L'objectif des Sioux semble être la capture du train de ravitaillement de l'armée, avec ses chevaux et ses mules, et d'immobiliser Sibley. Ils tentent un premier assaut sur le flanc gauche de Sibley, mais sont mis en échec par une compagnie de mounted rangers et deux compagnies d'infanterie. Les Amérindiens disparaissent alors dans les collines. Plusieurs muletiers dans le camp de Sibley pensent que le combat est terminé et sortent le bétail en dehors de la ligne de défense pour le faire brouter. Les Sioux réapparaissent sur le flanc droit et font une nouvelle tentative pour capturer le stock, mais sont repoussés après un bref combat au corps à corps avec deux compagnies de cavalerie et six compagnies d'infanterie. Sitting Bull, armé seulement d'un fouet, est réputé avoir pris l'ascendant sur un muletier et avoir capturé sa mule. Échouant à atteindre leur objectif qui est de capture la plupart des mules et des chevaux, les Amérindiens se retirent alors du champ de bataille et la bataille se termine.
Un soldat est tué. Les soldats estiment avoir tués 15 Sioux. Le nombre de combattants amérindiens et les pertes amérindiennes sont souvent surestimés par l'armée.

## Conséquences
Sibley continue sa poursuite des Sioux le lendemain, tentant de les prendre avant qu'ils ne puissent traverser la rivière Missouri. Le 28 juillet 1863, il les engage une nouvelle fois lors de la bataille de Stony Lake.

## Unités fédérales impliquées
- District du Minnesota : Brigadier général Henry Hastings Sibley
  - 1st Minnesota Cavalry "Mounted Rangers" (en) : Colonel Samuel McPhail
  - 6th Minnesota Infantry (en) : Colonel William Crooks
  - 7th Minnesota Infantry (en) : Lieutenant Colonel William R. Marshall (en)
  - 10th Minnesota Infantry (en) : Colonel James H. Baker (en)
  - 3rd Minnesota Light Artillery Battery (en) : Lieutenant J. C. Whipple